# Плави анђео (филм)
Плави анђео је немачки хумористичко-драмски филм из 1930. у режији Јозефа фон Штернберга. Ово је први немачки звучни филм, који је прославио до тада мање познату Марлен Дитрих. Она је овде у улози Лоле Лоле, кабаретске певачице, а песма Ich bin von Kopf bis Fuss auf Liebe eingestellt (срп. Поново се заљубљујем) коју је отпевала, постала је светски хит.

## Радња
Имануел Рат је професор у локалној гимназији у Вајмарској Немачкој. Његови ученици га не поштују и шале се на његов рачун. Рат кажњава неколико својих ученика због поседовања фотографија прелепе Лоле Лоле, главне певачице локалног кабареа „Плави анђео”. У нади да ће ухватити ученике у клубу, Рат одлази тамо касније те вечери. Тамо проналази неке ученике, али док их јури, упознаје Лолу иза позорнице и заљубљује се у њу. Када се следеће вечери врати у кабаре да врати њен доњи веш који му је један од ученика сакрио у капуту, он проводи ноћ са њом. Следећег јутра, још увек ошамућен од страсне ноћи, Рат касни у школу да би нашао своју учионицу у хаосу; директор је бесан и захтева Ратову оставку.
Рат даје оставку на месту професора и жени се Лолом. Међутим, њихова срећа је кратког века, јер Рат постаје понижавајуће зависан од Лоле. Током наредних неколико година, он тоне све ниже и ниже, прво продајући гостима разгледнице са Лолиним ликом, а затим постаје кловн у Лолиној трупи како би могао да настави да плаћа рачуне. Његова растућа несигурност у вези са Лолином професијом „заједничке жене” на крају га прожима пожудом и љубомором.
Група се враћа у кабаре „Плави анђео”, где ученици долазе да гледају свог бившег професора како игра кловна. На сцени, Рат је понижен од стране мађионичара Киперта, који разбија јаја о његову главу, и видевши како Лола грли и љуби снагатора Мазепу. Ратов бес га доводи до лудила. Покушава да задави Лолу, али Мазепа и други га савладају и стављају га у лудачку кошуљу.
Касније те ноћи, Рат је ослобођен и он поново одлази у своју стару учионицу. Одбачен, понижен и осиромашен, он умире држећи се за катедру за којом је некада предавао.

## Улоге
| Глумац        | Улога                |
| ------------- | -------------------- |
| Марлен Дитрих | Лола Лола            |
| Емил Јанингс  | професор Имануел Рат |
| Курт Герон    | Киперт               |
| Роза Валети   | Густе                |
| Ханс Алберс   | Мазепа               |